# Distillerie Moccia
La Distillerie Moccia S.r.l. è una società italiana operante nel settore alimentare con la produzione di bevande alcoliche. Il prodotto più noto dell'azienda è lo Zabov, liquore a base di uovo e zabaione.

## Storia
La storia dell'azienda inizia nel 1946 quando Mauro Moccia, giovane commerciante di Ferrara, decide di fondare la Distillerie A.R.P.A. di Mauro Moccia Sas che, due anni più tardi, diverrà Distillerie Moccia S.r.l. sotto la guida del figlio Luigi e del cognato Franco Simoni. Sarà proprio Luigi che metterà a punto la ricetta per un nuovo liquore all'uovo: nonostante esistesse già un liquore a base di uovo e zabajone conosciuto come Vov, l'intenzione di Luigi era quella di differenziarsi tramite l'accentuazione del sapore dolce dato dallo zabajone e la sostituzione del marsala con il brandy, in modo da portarne la gradazione alcolica a 15°. Il nuovo liquore venne quindi registrato con il marchio ZABOV Cognac all'ovo; il nome deriva dall'unione delle prime lettere delle parole ZABaglione e OVo. Insieme al nome, anche la bottiglia è tutelata da un brevetto internazionale.
Nonostante la produzione dei primi anni sia di tipo artigianale, l'azienda riesce a crescere piuttosto velocemente fino a quando, nel 1956, il tenore produttivo passa da quello artigianale a quello industriale. Verso la fine degli anni 60 Distillerie Moccia, oltre allo Zabov, propone circa 70 differenti liquori fra sambuca, punch, brandy e bitter, riuscendo ad esportare anche all'estero. In questi anni la popolarità dell'azienda le permette anche di divenire testimonial di eventi come il Giro d'Italia e il Festivalbar.
Gli alti ritmi di produzione costringono però l'azienda a trasferirsi in uno stabilimento più grande ma le ricadute economiche per il cambio di location e investimenti sbagliati costringeranno Luigi Moccia e Franco Simoni a vendere l'azienda nel 1974. Due anni più tardi, nel 1976, la famiglia Ori acquista la società e ne diviene la nuova proprietaria, ruolo che detiene ancora oggi. Il cambio al vertice ha comportato la diminuzione della produzione di alcune linee di liquori per concentrarsi maggiormente sullo Zabov; parallelamente, sono stati fatti consistenti investimenti nel 1986 che hanno permesso di passare ad una produzione completamente meccanizzata. Questo nuovo ritmo di produzione consente di imbottigliare circa  30.000 bottiglie al giorno , che corrispondono a circa 400.000 litri l'anno . Secondo i dati societari del 2012, l'85% delle vendite ricade nel mercato italiano, mentre il 15% deriva dal mercato estero. I principali paesi di esportazione sono Stati Uniti d'America, Canada, Germania, Paesi Bassi, Austria, Svizzera e Lituania
Nel 2013 Distillerie Moccia acquisisce il marchio Punch Barbieri dal Gruppo Campari in seguito alla vendita dello stesso da parte dell'azienda milanese.

## Prodotti
I principali liquori prodotti dall'azienda sono:
- Zabov: liquore a base di uovo e zabajone con le varianti Bombardino, caffè, chupito e cioccolato;
- Punch, con le linee Punch Barbieri e Punch Moccia;
- Amaretto Moccia;
- Sambuca Italia;
- Pomme Vert (liquore alla mela verde).